# Anna Viebrock
Anna Viebrock (* 3. August 1951 in Köln) ist eine deutsche Bühnen- und Kostümbildnerin sowie Regisseurin.

## Leben und Leistungen
Anna Viebrock wuchs als Tochter einer Mutter aus Österreich und Ungarn und eines Vaters aus Norddeutschland in Frankfurt am Main auf. Nach dem anfänglichen Studium der Germanistik, Kunstgeschichte und Philosophie an der dortigen Universität studierte sie von 1971 bis 1977 an der Kunstakademie Düsseldorf bei Karl Kneidl Bühnenbild. 1976 brachte sie ihre Tochter zur Welt.
Ihr erstes Engagement hatte sie als Bühnenbild- und Kostümbild-Assistentin am Schauspiel Frankfurt bei Karl Kneidl und Wilfried Minks. Ende der 1980er, Anfang der 1990er Jahre entwickelte sie in der Zusammenarbeit mit den Regisseuren Jossi Wieler und Christoph Marthaler ihren unverwechselbaren Stil. Prägend waren dabei die Jahre 1988 bis 1993 am Stadttheater Basel, wo die ersten Arbeiten mit Christoph Marthaler entstanden. Von 1993 bis 1999 war Viebrock Ausstattungsleiterin am Deutschen Schauspielhaus in Hamburg. Von 2000 bis 2004 gehörte sie mit Marthaler und der Chefdramaturgin Stefanie Carp zum Leitungsteam des Zürcher Schauspielhauses. In Zürich kam 2002 mit In vain oder Reproduktion verboten Viebrocks erste eigene Inszenierung auf die Bühne des Schiffbaus. Weitere eigene Regiearbeiten sind seitdem in Basel, Köln, Berlin und Paris entstanden. 2005 inszenierte sie an der Staatsoper Hannover ihre erste Oper. Bei der Produktion Unendlicher Spaß – 24 Stunden durch den utopischen Westen des Hebbel am Ufer Berlin, einer 24-Stunden-Marathon-Performance nach dem Roman von David Foster Wallace, führte sie 2012 an einem Teilort die Regie, in Kooperation mit Anna-Sophie Mahler, Gob Squad, She She Pop, Richard Maxwell und Jan Klata, die die anderen Teilorte übernahmen.
Von 2013 bis 2021 war sie Professorin für Bühnengestaltung an der Akademie der Bildenden Künste in Wien.

## Auszeichnungen
In den Jahren 1994, 1996 und 1997 wurde sie von Theater heute zur „Bühnenbildnerin des Jahres“ gewählt und in den Jahren 1994, 1996, 1997 und 1998 zur „Kostümbildnerin des Jahres“. In den Jahren 1996, 1999, 2002, 2005, 2006 und 2016 wurde sie in der Kritikerumfrage der Opernwelt zur „Bühnenbildnerin des Jahres“ gewählt und in den Jahren 2002, 2008 und 2016 zur „Kostümbildnerin des Jahres“. Das Land Hessen ehrte sie 1997 mit dem Hessischen Kulturpreis, 2004 wurde sie mit dem Theaterpreis Berlin und 2013 mit dem Hein-Heckroth-Bühnenbildpreis ausgezeichnet. 2010 war sie Praxisstipendiatin in der Villa Massimo in Rom. Sie erhielt den Zürcher Festspielpreis 2015.

## Werke
Ihre Bühnenbilder entwickelt sie oft nach realen Vorbildern, die sie auf Recherche-Reisen entdeckt. Ihr Markenzeichen sind Räume, in denen das Leben Spuren hinterlassen hat; immer sind es Innenräume, meist klaustrophobisch abgeschlossen.

### Arbeiten als Bühnenbildnerin (Auswahl)
- 1982: Kammerspiele Frankfurt am Main: Ulrike Meinhof: Bambule, Regie: Frank Moritz / Henning Rühle
- 1983: Theater Heidelberg: Ferdinand Bruckner: Die Rassen, Regie: Jossi Wieler
- 1985: Schauspiel Bonn: Heinrich von Kleist: Amphitryon, Regie: Jossi Wieler
- 1986: Musiktheater im Revier, Gelsenkirchen: Jacques Offenbach: Die Großherzogin von Gerolstein, Regie: Renate Ackermann
- 1988: Theater Basel: Andres Müry nach Horace McCoy: They shoot horses, don’t they?, Regie: Jossi Wieler
- 1989: Oper Basel: Otto Nicolai: Die lustigen Weiber von Windsor, Regie: Renate Ackermann
- 1990: Deutsches Schauspielhaus Hamburg: Pedro Calderón de la Barca: Das Leben ein Traum, Regie: David Mouchtar-Samorai
- 1991: Kleine Bühne Basel: Boris Vian: Le Schmürz, Regie: Titus Selge
- 1993: Volksbühne Berlin: Christoph Marthaler: Murx den Europäer! Murx ihn! Murx ihn! Murx ihn! Murx ihn ab!, Regie: Christoph Marthaler
- 1996: Salzburger Festspiele: Arnold Schönberg / Olivier Messiaen: Pierrot Lunaire / Quatuor pour la fin du temps, Regie: Christoph Marthaler
- 2001: Schauspielhaus Zürich, William Shakespeare: Was ihr wollt, Regie: Christoph Marthaler (Einladung zum Berliner Theatertreffen)
- 2002: Münchner Kammerspiele: Elfriede Jelinek: In den Alpen, Regie: Christoph Marthaler
- 2003: Schauspielhaus Zürich, Georg Büchner: Dantons Tod, Regie: Christoph Marthaler (Einladung zum Berliner Theatertreffen)
- 2004: Nederlands Theater (NT) Gent: Christoph Marthaler: Seemannslieder, Regie: Christoph Marthaler
- 2005: Bayreuther Festspiele: Richard Wagner: Tristan und Isolde, Regie: Christoph Marthaler[6]
- 2006: KunstenFESTIVALdesArts Brüssel: Christoph Marthaler: Winch only, Regie: Christoph Marthaler
- 2007: Opéra nationale de Paris: Giuseppe Verdi: La traviata, Regie: Christoph Marthaler[7]
- 2010: Bayerische Staatsoper: Johann Simon Mayr: Medea in Corinto, Regie: Hans Neuenfels
- 2011: Salzburger Festspiele: Leoš Janáček: Die Sache Makropulos, Regie: Christoph Marthaler[8]
- 2018: Staatsoper Stuttgart: Erdbeben. Träume von Toshio Hosokawa (Uraufführung), Regie: Jossi Wieler und Sergio Morabito
- 2018: Ruhrtriennale: Charles Ives/Christoph Marthaler/Titus Engel – Universe, incomplete, Regie: Christoph Marthaler
- 2020: Grand Théâtre de Genève: Les Huguenots von Giacomo Meyerbeer, Regie: Jossi Wieler und Sergio Morabito
- 2021: Bayerische Staatsoper: Aribert Reimann – Lear, Regie: Christoph Marthaler[9]
- 2022: Salzburger Osterfestspiele: Lohengrin von Richard Wagner, Regie: Jossi Wieler und Sergio Morabito
- 2022: Deutsche Oper Berlin: Die Meistersinger von Nürnberg von Richard Wagner, Regie: Jossi Wieler und Sergio Morabito
- 2023: Staatsoper Wien: Il Ritorno d'Ulisse In Patria, Regie: Jossi Wieler und Sergio Morabito
- 2025: Volksbühne Berlin: Wachs oder Wirklichkeit, Regie: Christoph Marthaler

### Regiearbeiten (Auswahl)
- 2002: Schauspielhaus Zürich: In Vain oder Reproduktion verboten
- 2004: Hebbel am Ufer HAU 1, Berlin: nach Daniel Czepko: Ohne Leben Tod
- 2005: Staatsoper Hannover: Hans-Joachim Hespos: iOPAL. Große Oper
- 2006: Theater Basel: nach Jürg Laederach: 69 Arten den Blues zu spielen
- 2007: Opéra Nationale de Paris: Paul Dukas: Ariane et Barbe-Bleue
- 2008: Ruhrtriennale/Bayerische Theaterakademie im Prinzregententheater München: Einar Schleef / Gabriele Gerecke / Bertrand Sauvat und Wolfgang Amadeus Mozart: Die Nacht
- 2009: Schauspiel Köln: Anna Viebrock und Malte Ubenauf: Der letzte Riesenalk. Ein Diorama.
- 2011: Staatsoper Stuttgart: Hans Thomalla: Fremd
- 2012: Schwetzinger SWR Festspiele: Enno Poppe: IQ
- 2013: Schauspiel Köln: Händl Klaus: Gabe/Gift
- 2019: Nationaltheater Mannheim: Anna Viebrock und Malte Ubenauf: House of Usher, Musiktheater nach Edgar Allan Poe, Claude Debussy und Robert Orledge

## Ausstellungen
- 2010/2011: Anna Viebrock: Im Raum und aus der Zeit – Bühnenbild als Architektur, Schweizerisches Architekturmuseum, Basel. [10]
- 2024/25: Anna Viebrock. Heute demnächst Ende, Skulpturenhalle Neuss